# Siwarut Phonhiran
Siwarut Phonhiran (thailändisch วิศรุต พันนาสี; * 23. September 1996 in Nakhon Si Thammarat) ist ein thailändischer Fußballspieler.

## Karriere
Siwarut Pholhiran unterschrieb seinen ersten Vertrag 2015 beim Erstligisten Ratchaburi Mitr Phol in Ratchaburi. Mit dem Club wurde er 2016 Sieger des FA Cup, da der Wettbewerb aufgrund des Todes von König Bhumibol Adulyadej im Halbfinale abgebrochen wurde. Allen vier verbliebenen Teilnehmern (Chainat Hornbill FC, Chonburi FC, Ratchaburi Mitr Phol, Sukhothai FC) wurde der Titel zugesprochen. 2017 wurde er an den Ligakonkurrenten Bangkok United ausgeliehen. Mit dem Club aus Bangkok stand er im Finales des FA Cup, das man aber 4:2 gegen Chiangrai United verlor. Die Rückserie 2018 lieh in Buriram United aus. Am Ende der Saison feierte er mit dem Club die thailändische Meisterschaft. Außerdem stand er wieder im Finale des FA Cup, dass er wieder gegen Chiangrai United verlor. Die Hinserie 2019 lieh ihn der in Sisaket beheimatete Zweitligist Sisaket FC aus. Nach der Hinserie wechselte er ebenfalls auf Leihbasis zum Erstligisten Sukhothai FC aus Sukhothai. Nach Ende der Ausleihe wurde er Anfang 2020 von Sukhothai fest verpflichtet. Bis Ende Juni absolvierte er noch ein Spiel für Sukhothai. Zum 1. Juli 2020 wechselte er  zum Zweitligisten Nongbua Pitchaya FC nach Nong Bua Lamphu. Im März 2021 feierte er mit Nongbua die Zweitligameisterschaft und den Aufstieg in die erste Liga. Für Nongbua stand er zwölfmal in der zweiten Liga auf dem Spielfeld. Am Ende der Saison wurde sein Vertrag nicht verlängert. 2021 schloss er sich dem Drittligisten Nakhon Si United FC an. Am Ende der Saison 2021/22 feierte er mit dem Verein aus Nakhon Si Thammarat die Vizemeisterschaft der Region. Als Vizemeister nahm er an der National Championship der dritten Liga teil. Hier belegte man den dritten Platz und stieg in die zweite Liga auf. Die Saison 2023/24 wurde er mit dem Verein Tabellenfünfter und qualifizierte sich somit für die Aufstiegsspiele zur ersten Liga. Hier konnte man sich jedoch nicht gegen den Rayong FC durchsetzen und verblieb in der zweiten Liga.

## Erfolge
Buriram United
- Thailändischer Meister: 2018

- Thailändischer Pokalfinalist: 2018

Ratchaburi Mitr Phol
- Thailändischer Ligapokalsieger: 2016

Bangkok United
- Thailändischer Pokalfinalist: 2017

Nongbua Pitchaya FC
- Thailändischer Zweitligameister: 2020/21  ▲

Nakhon Si United FC
- Thai League 3 – South: 2021/22 (Vizemeister)
- National Championship: 2021/22 (3. Platz)  ▲